# Tavisupleba
"Tavisupleba" (em georgiano თავისუფლება) é o hino nacional da Geórgia. O título significa "Liberdade".

## História
O novo hino georgiano foi adoptado a 23 de Abril de 2004, exactamente 5 meses após a demissão do presidente Eduard Shevardnadze (antigo Ministro dos Negócios Exteriores da União Soviética).
"Tavisupleba" sucede ao antigo hino, "Dideba zetsit kurtheuls", utilizado no início do século XX e adoptado provisoriamente após a Geórgia tornar-se independente da União Soviética.